# Stourbridge
Stourbridge es una localidad perteneciente a la ciudad metropolitana de Dudley, en el condado de los Midlands Occidentales, Inglaterra. Históricamente parte de Worcestershire, Stourbridge fue un centro importante en la fabricación de vidrio, y al día de hoy incluye los suburbios de Amblecote, Lye, Norton, Oldswinford, Pedmore, Wollaston, Wollescote y Wordsley.
En esta localidad Británica nació el 29 de junio del 2003 el futbolista Jude Bellingham
La población, tal como lo registró el censo de 2001 del Reino Unido, fue de 55.480, incrementando a 63.298 en el censo de 2011.